# Сельское поселение «Ишагинское»
Се́льское поселе́ние «Ишагинское» — упразднённое муниципальное образование в Нерчинско-Заводском районе Забайкальского края Российской Федерации.
Административный центр — село Ишага.

## История
Статус и границы сельского поселения установлены Законом Читинской области от 19 мая 2004 года «Об установлении границ, наименований вновь образованных муниципальных образований и наделении их статусом сельского, городского поселения в Читинской области».
1 августа 2015 года Законом Забайкальского края от 20 июля 2015 года № 1209-ЗЗК были преобразованы путём объединения сельские поселения «Аргунское» и «Ишагинское» в сельское поселение «Аргунское» с административным центром в селе Аргунск.

## Население
| 2010 | 2011 | 2012 | 2013 | 2014 | 2015 |
| ---- | ---- | ---- | ---- | ---- | ---- |
| 169  | →169 | ↘159 | ↘152 | ↗159 | ↗160 |

## Состав сельского поселения
| № | Населённый пункт | Тип населённого пункта       | Население |
| - | ---------------- | ---------------------------- | --------- |
| 1 | Ишага            | село, административный центр | ↘146      |